# Laelia rufolavia
Laelia rufolavia är en fjärilsart som beskrevs av Erich Martin Hering 1928. Laelia rufolavia ingår i släktet Laelia och familjen tofsspinnare. Inga underarter finns listade i Catalogue of Life.